# Octaeteris
En astronomía, un octaeteris (plural: octaeterides) es el período de ocho años solares tras el que la fase lunar ocurre en el mismo día del año más uno o dos días.
Este periodo también muestra una considerable sincronía con cinco ciclos de visibilidad de Venus (ligados a su período sinódico) y con trece revoluciones de Venus alrededor del Sol (ligados a su período sideral). Esto significa que si Venus es visible junto a la Luna en un momento dado, después de ocho años los dos estarán juntos de nuevo en la misma fecha del calendario.
| Periodo astronómico       | Número en un Octaeteris | Duración global (días de la Tierra) |
| Año tropical              | 8                       | 2921,93754                          |
| Mes sinódico lunar        | 99                      | 2923,528230                         |
| Mes sideral lunar         | 107                     | 2923,417787                         |
| Período sinódico de Venus | 5                       | 2919,6                              |
| Período sideral de Venus  | 13                      | 2921,07595                          |

El Octaeteris, también conocido como Oktaeteris, fue observado por Cleostrato en la Grecia antigua como un ciclo de 2923,5 días.

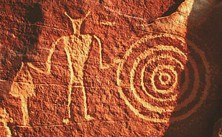
Classic Vernal Rocks. Petroglifos de Utah, posiblemente relacionados con el ciclo astronómico de 8 años.

El ciclo corto de 8 años lunisolar era probablemente conocido por muchas culturas antiguas. En 1990, J. Q. Jacobs observó las proporciones matemáticas de los ciclos del Octaeteris como base de una manifestación artística de los antiguos pobladores del oeste de los Estados Unidos denominada Classic Vernal en unas rocas de Utah nororiental. En estos grabados, el panel de los Tres Reyes muestra también proporciones más cuidadosas, posiblemente relacionadas con otros planetas y aparentes simbolismos astronómicos.